# Kukicha
El kukicha (茎茶), o té en rama, también llamado bōcha (棒茶) o también conocido como té de invierno, es una mezcla de tés hecha de peciolos, tallos y ramitas de té Bancha, variedad común japonesa de té verde. Está disponible como té verde o en versiones más oxidadas. El kukicha tiene un sabor y aroma únicos, debido a incluir en su composición partes de la planta de té que se excluyen en otras mezclas. En la taza se ve de color muy claro amarillo-verdoso.
La materia prima del kukicha procede de la producción del sencha o el té matcha. Cuando procede de la producción de gyokuro, toma el nombre de karigane (雁ヶ音 / かりがね) o shiraore (白折 / しらおれ).
El kukicha tiene un sabor suave a nuez y ligeramente dulce y cremoso. Para un resultado óptimo el kukicha se infunde en agua entre 70 y 80 °C. Las variedades verdes se infunden menos de un minuto (si se cuece más, o a mayor temperatura, se obtiene una infusión amarga, como con todos los tés verdes).
Es frecuente infundir el kukicha tres o cuatro infusiones, estando recomendadas las siguientes duraciones: 40 s para la primera infusión, 15 para la segunda y 30 para la tercera.
- Datos: Q1791365
- Multimedia: Kukicha / Q1791365